# Mergellus
Mergellus – rodzaj ptaków z podrodziny kaczek (Anatinae) w rodzinie kaczkowatych (Anatidae).

## Występowanie
Rodzaj obejmuje jeden gatunek, w sezonie lęgowym występujący w północnej Eurazji.

## Morfologia
Długość ciała 35–44 cm, rozpiętość skrzydeł 55–69 cm; masa ciała samców 540–935 g, samic 510–650 g.

## Systematyka

### Etymologia
- Mergellus (Meregellus): zdrobnienie nazwy rodzaju Mergus Linnaeus, 1758[9].
- Albellus (Albella): nowołac. albellus „biały”, zdrobnienie łac. albus „biały”[10]. Gatunek typowy: Albellus maculosus Wood, 1835 = Mergus albellus Linnaeus, 1758.
- Merganas: łac. mergus „rodzaj ptaka wodnego”, od mergere „zanurzyć się”; anas, anatis „kaczka”[11]. Gatunek typowy: Mergus albellus Linnaeus, 1758.

### Podział systematyczny
Do rodzaju należy jeden żyjący gatunek:
- Mergellus albellus – bielaczek

oraz jeden wymarły w plejstocenie gatunek:
- Mergellus mochanovi